# Panforte

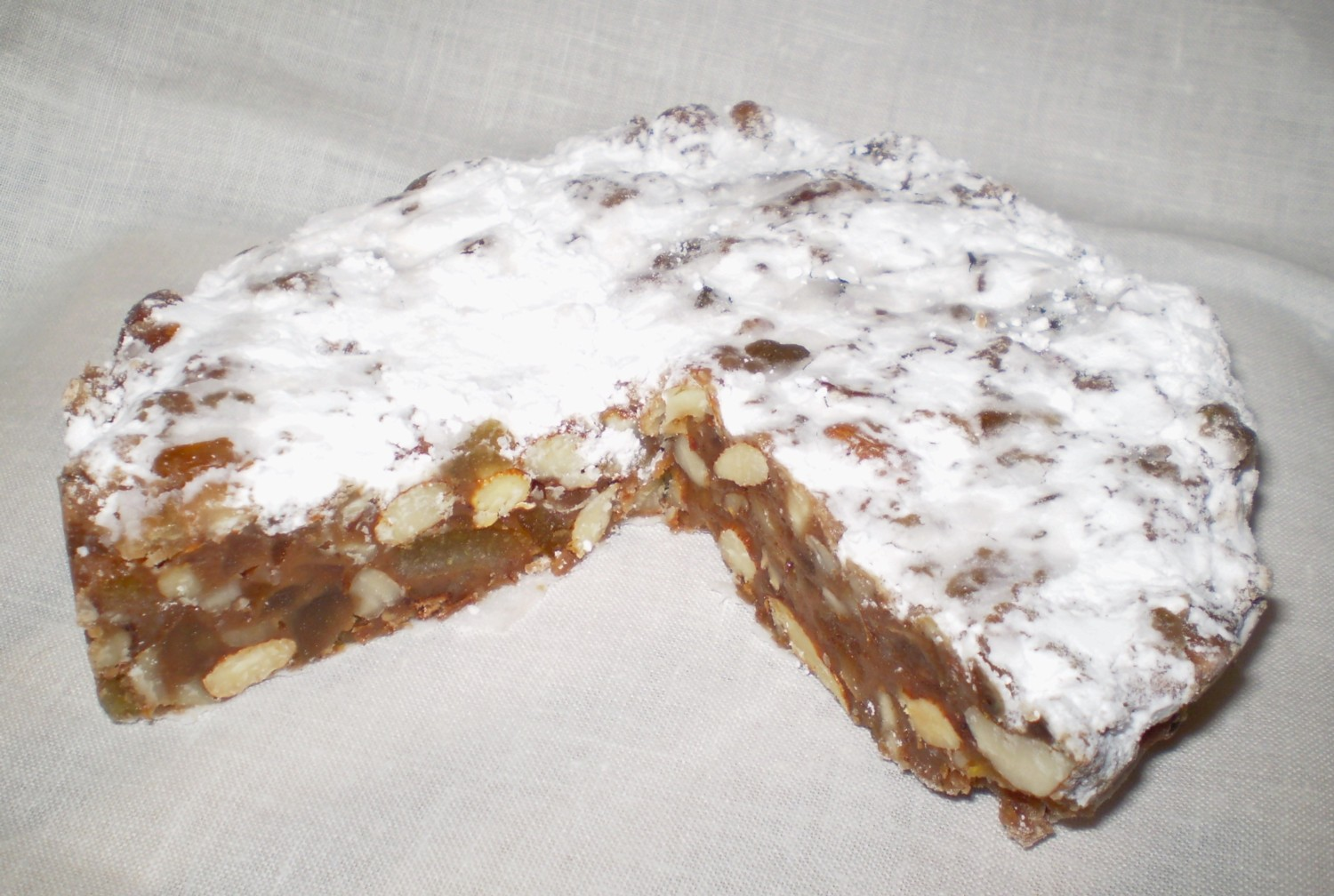
Traditioneller Panforte

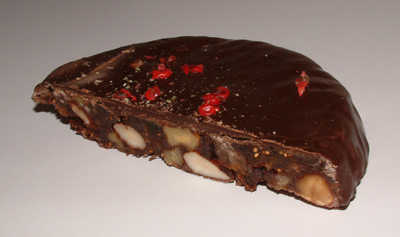
Panpepato mit Schokolade

Panforte ist ein süßes Gebäck aus Italien. Es ist eine Spezialität der toskanischen Stadt Siena und deren näherer Umgebung (Provinz Siena und auch Massa Marittima). Panforte ist vor allem ein traditionelles Weihnachtsgebäck. Er wird heute auch außerhalb der Weihnachtszeit als Dessert zusammen mit Vin Santo oder Espresso gegessen.
Im Gegensatz zu dem in Norditalien verbreiteten Torrone ist Panforte ziemlich weich; von Lebkuchen unterscheidet er sich dadurch, dass die Zutaten nur grob zerkleinert und ohne Triebmittel gebacken werden.

## Zutaten und Zubereitung
Zubereitet wird traditioneller Panforte aus Mandeln, Mehl, getrockneten und kandierten Früchten (Zitronat, Orangeat), Honig, Zucker und Gewürzen wie Koriander, Muskatnuss, Nelken und Zimt. Die Zutaten werden zu einem Teig vermengt und dann auf runden Oblaten gebacken. Der Panforte wird mit Puderzucker bestäubt und muss längere Zeit durchziehen. Er ist über mehrere Monate haltbar.
In Siena sagt man, dass der Panforte aus 17 Zutaten bestehen sollte, der Anzahl der Contraden, d. h. der Stadtteile Sienas bzw. ihrer Vertreter beim Palio.

## Varianten

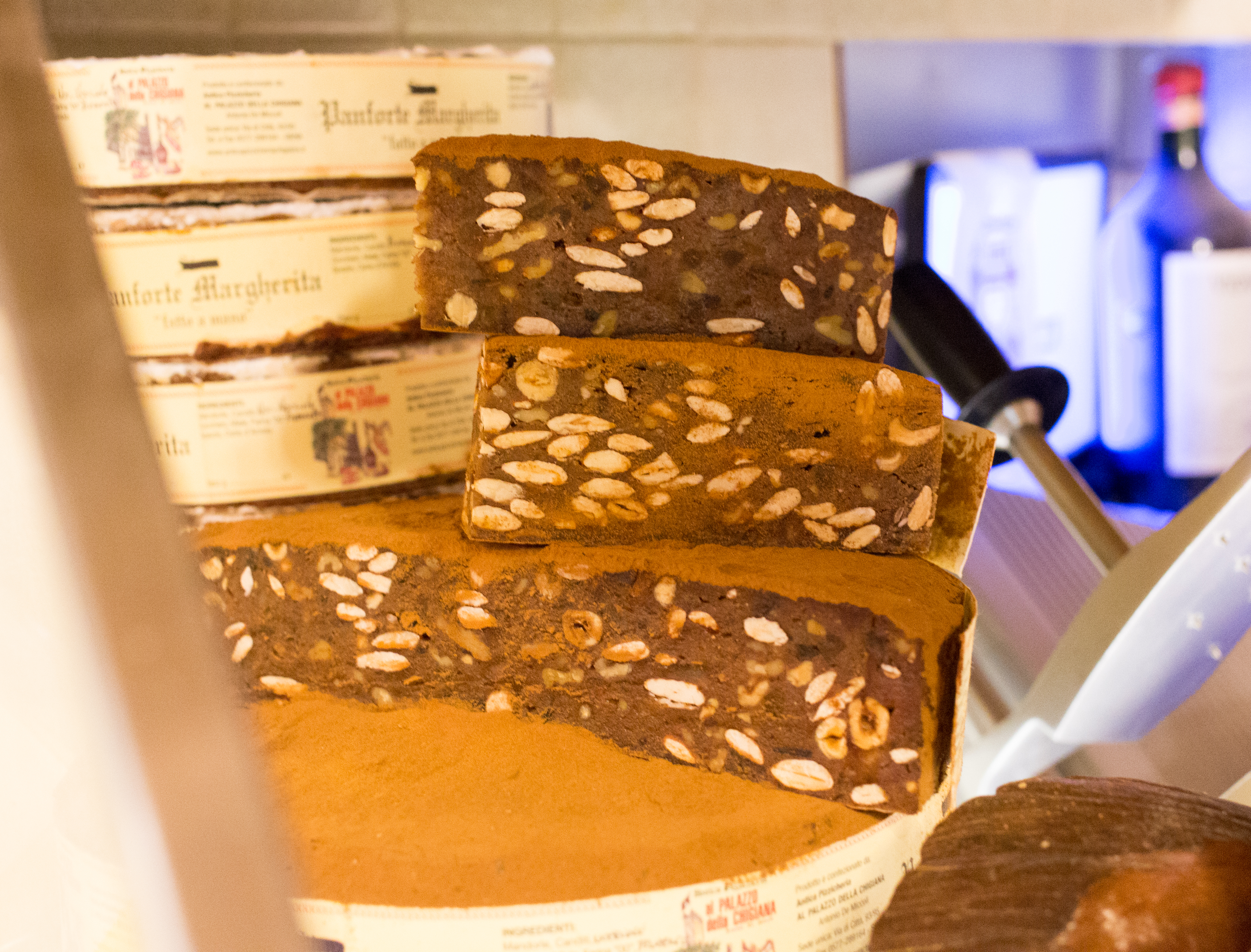
Panforte Margherita

- Panforte bianco – dieser klassische Panforte wird auch Panforte Margherita genannt, nach der Königin Margherita von Savoyen, die 1879 den Palio von Siena besuchte.
- Panforte nero schmeckt kräftiger als Panforte bianco. Er enthält einen höheren Anteil dunkel färbender Gewürze wie Zimt und Muskatnuss und darf auch mit Karamell gefärbt werden. Panforte nero wird mit kandierter Melone zubereitet, Kakao und auch Peperoncino.[2]
- Panforte aus Massa Marittima ähnelt dem Panforte Margherita.
- Panpepato Ternano heißt eine Variante aus Terni. Dieses Gebäck ist dunkler und enthält Pinienkerne, mehr Kakao sowie Pfeffer.[3]
- Pampepato di Ferrara ist eine geschützte Herkunftsbezeichnung für ein ähnliches Gebäck aus Ferrara.[4]

Heute werden auch verschiedenste Abwandlungen der klassischen Rezepte angeboten, wie z. B. Panforte mit Schokoladenüberzug, mit Kastanienmehl, Rosinen oder Walnüssen.

## Geschichte
Der Panforte ist mit mittelalterlichen Rezepten wie Lebkuchen und Pfefferkuchen verwandt. Schon die Römer kannten einen einfachen Honigkuchen, den sie panis mellitus nannten. Aus dem Italien des Mittelalters sind ähnliche Kuchen als melatello, panmielato oder panmelato überliefert. Es handelte sich um eine nahrhafte Speise für den Winter; eine Art Früchtebrot aus Mehl, Wasser, Gartenobst (Feigen, Äpfeln, Weintrauben) und Nüssen.
Der heutige Name entstand, da das Gebäck durch einen Gärungsprozess oft sauer wurde – forte bedeutet in diesem Fall nicht stark, sondern in einer Nebenbedeutung des Wortes säuerlich. Honig verbesserte den Geschmack und die Haltbarkeit. Später wurde das Rezept in den Klöstern mit exotischen Gewürzen verfeinert, die nach der Zeit der Kreuzzüge aus dem Orient nach Italien kamen, wobei Siena ein bedeutender Handelsplatz für Gewürze war. Das erste schriftliche Zeugnis stammt aus dem Jahre 1205 aus der Abtei von Montecelso.
Heute wird Panforte industriell hergestellt (bekannte Marken sind z. B. Parenti, Pepi, Sapori und Nannini), aber auch von vielen kleinen Betrieben in Handarbeit gefertigt. Für Panforte mit der geschützten Herkunftsbezeichnung (g.g.A, Geschützte geografische Angabe) Panforte di Siena sind die zulässigen Zutaten und die Herstellung streng festgelegt.